# 北のはてなるこおりの山
北のはてなるこおりの山（きたのはてなるこおりのやま、From Greenland’s icy mountains）は世界宣教の讃美歌。英語で書かれた最高の宣教の歌の一つであると考えられている。
レジナルド・ヒーバー作詞、ローウェル・メイスン作曲。
ウィリアム・スミス・クラークが好んだ讃美歌だと伝えられる。

## 所収
讃美歌 (1954年版)214番、日本福音連盟の聖歌527番、聖歌の友社の聖歌 (総合版)549番。

## 歌詞
グリーンランドの氷の山、インドのコーラルストランド、

アフリカの砂漠、

誤りの鎖の束縛から解放してくださいとの呼びかけを聞く

それらはすべてすばらしいが、人は悲惨な状態にある

神は彼らにゆたかな贈りものをあたえておられるのに、

盲目な異教徒たちは、空しく木や石の偶像を拝んでいる

天からの知恵で照らされた魂を与えなければならない。

いのちのひかりを拒む盲目の者らに。

救い！おお救い！よろこびのおとずれを宣言せよ。

地の果ての人々が救い主の名を知るまで。

風よ、主の歴史、

栄光の海の様に、世界中に広がってください。

罪人のためにほふられた子羊。

贖い主、王、創造主、祝福の再臨より支配されるお方。